# Jedidja (Tel Aviv)
Jedidja (hebrejsky: ידידיה) je čtvrť ve východní části Tel Avivu v Izraeli. Je součástí správního obvodu Rova 9 a samosprávné jednotky Rova Darom Mizrach.

## Geografie
Leží na východním okraji Tel Avivu, cca 5,5 kilometru od pobřeží Středozemního moře, v nadmořské výšce okolo 20 metrů. Dopravní osou čtvrti je silnice číslo 461 (ulice Derech Chajim Bar Lev). Na severu s ní sousedí čtvrť Neve Eli'ezer a Nir Aviv, na západě Livne, na jihu a východě je fragment původní zemědělské krajiny, kterou k jihu směřuje vádí Nachal Kofer, které pak ústí do toku Nachal Ajalon. Nachal Kofer protéká rozsáhlým areálem zoologické zahrady Safari Ramat Gan a Park ha-Le'umi Ramat Gan, které leží severovýchodně odtud.

## Popis čtvrti
Plocha čtvrti je vymezena na severu třídou Derech Chajim Bar Lev, na jihu a východě hranicemi katastrálního území Tel Avivu. Zástavba má charakter rozptýlené volné výstavby. 